# هاکیریا
هاکیریا یا کیریا (عبری: הַקִּרְיָה‎) منطقه‌ای در مرکز تل‌آویو است که شامل یک پایگاه نظامی شهری در شمال خیابان کاپلان می‌شود.
هاکیریا شامل مرکز دولتی منطقه تل‌آویو و پایگاه اصلی نیروهای دفاعی اسرائیل یعنی کمپ رابین است که به نام اسحاق رابین نامگذاری شده و با نام پایگاه هاکیریا نیز شناخته می‌شود. این پایگاه یکی از اولین پایگاه‌های ارتش اسرائیل بود و از زمان تأسیس آن در سال ۱۹۴۸ به عنوان ساختمان مرکزی ستاد کل نیروهای دفاعی اسرائیل فعالیت می‌کرد. این پایگاه عمدتاً وظایف فرماندهی، اداری، ارتباطات و پشتیبانی را برعهده دارد.